# Franz Fischer (musiker)
Franz Fischer, född den 29 juli 1849 i München, död där den 8 juni 1918, var en tysk musiker. 
Fischer utbildade sig till violoncellist, användes av Richard Wagner som körledare vid Nibelungencykelns första uppförande i Bayreuth 1876, var hovkapellmästare i Mannheim 1877-79 och verkade därefter i samma egenskap vid kungliga operan i München, där han även med framgång ledde akademikonserterna. Fischer dirigerade några gånger vid Wagnerfestspelen i Bayreuth.